# 阿麗莎·克萊班諾娃
阿莉萨·米哈伊洛芙娜·克莱班诺娃（俄语：Алиса Михаиловна Клейбанова，羅馬化：Alisa Mikhaylovna Kleybanova，1989年7月15日—），或译克列伊巴诺娃，是俄羅斯前女网球运动员。直至目前為止，她在女子網球聯合會（WTA）最高的世界排名為第20位（於2011年2月21日達到）。2010年，克萊班諾娃在吉隆坡憑4號種子身份贏得首個WTA女單錦標，在此之前她已獲得三次WTA女雙錦標。

## 外部連結
- 阿麗莎·克萊班諾娃的国际女子网球协会官方資料（英文）
- 阿麗莎·克萊班諾娃的國際網球總會 職業／青少年 官方資料（英文）
- 阿麗莎·克萊班諾娃的Facebook專頁
- 阿麗莎·克萊班諾娃的X（前Twitter）
- Fed Cup - Player profile - Alisa KLEYBANOVA (RUS) （页面存档备份，存于）